# Kuusajärvi
Kuusajärvi eller Kuusanjärvi är en sjö i Finland. Den ligger i kommunen Kittilä i landskapet Lappland, i den norra delen av landet, 800 km norr om huvudstaden Helsingfors. Kuusanjärvi ligger 176,4 meter över havet.'LMV'/>Arean är 47,7 hektar och strandlinjen är 3,93 kilometer lång. Sjön  ingår i Kemi älvs huvudavrinningsområde. 
I övrigt finns följande vid Kuusajärvi:
- Ala-Kuusanjoki (ett vattendrag)
- Yli-Kuusanjoki (ett vattendrag)